# Parc naturel de la Sierra et des gorges de Guara
Le parc naturel de la Sierra et des gorges de Guara (en espagnol : Parque Natural de la Sierra y Cañones de Guara) est un parc naturel créé en 1990 dans la province de Huesca (Aragon, Espagne). Il couvre une superficie d'environ 47 450 hectares, sans compter la zone périphérique de protection qui couvre 33 775 hectares. C'est également un site d'importance communautaire et une zone de protection spéciale pour la conservation des oiseaux sauvages. Le parc naturel recoupe partiellement le parc culturel du río Vero, créé en 2001.

## Géographie

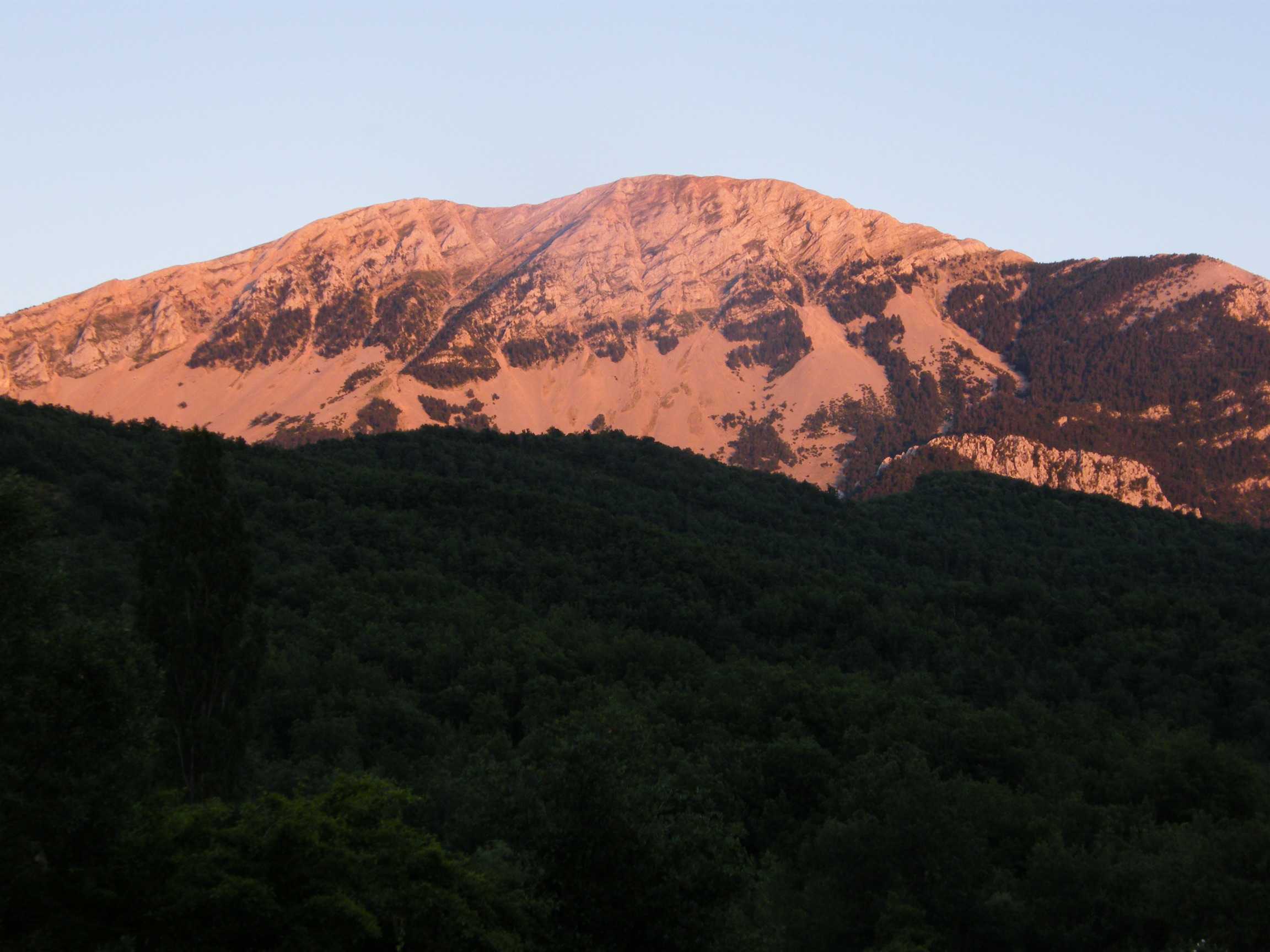
Face nord du Tozal de Guara, vue depuis Nocito, au coucher du soleil.

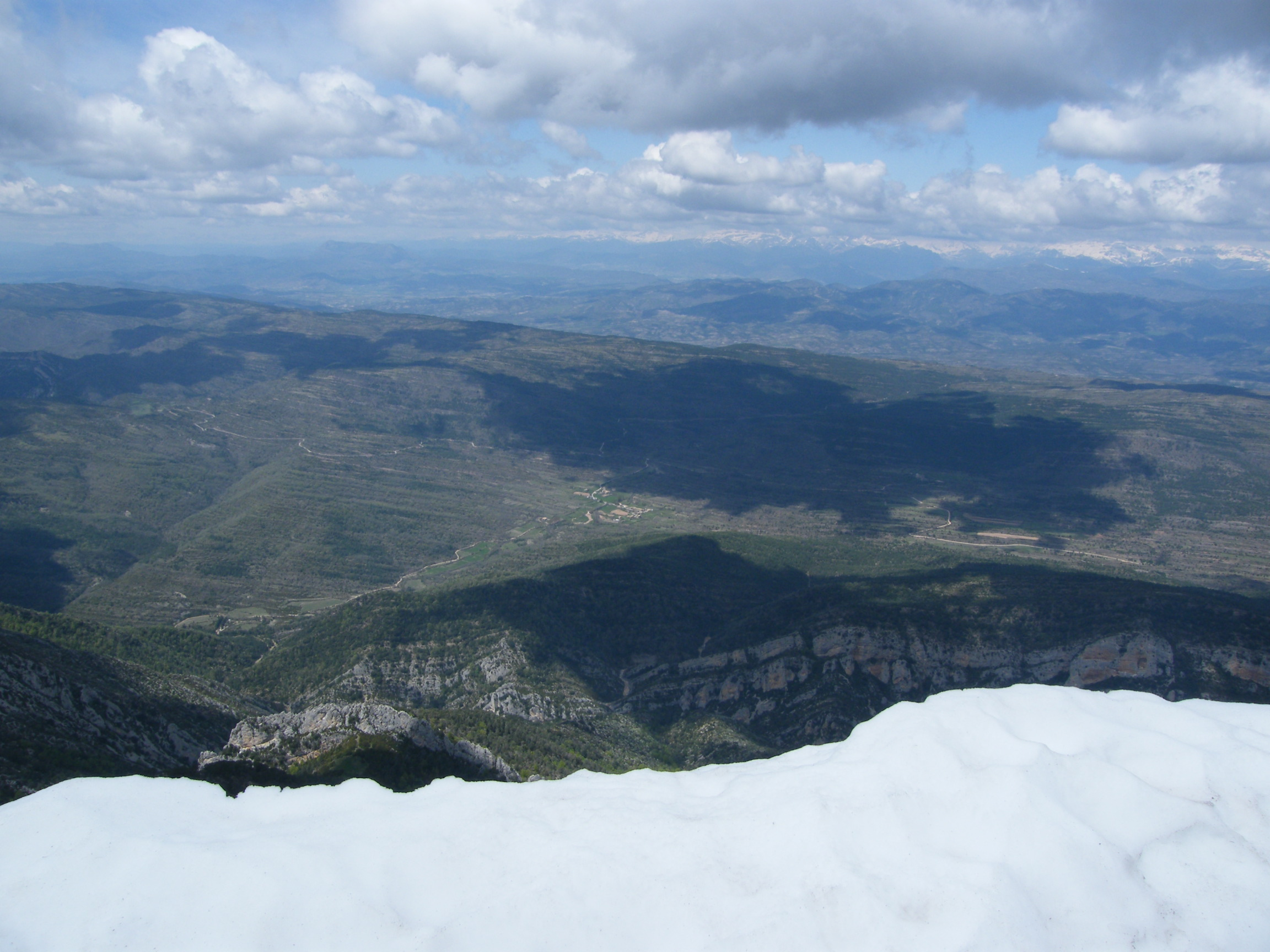
Depuis le sommet du Tozal de Guara (2077 m), vue vers le nord-ouest, face au village de Nocito. La neige au premier plan, en bas de l'image, est habituelle en cette période (début mai).

Le parc inclut une grande partie de la Sierra de Guara, qui se trouve dans la partie centrale des Prépyrénées espagnoles, dans la province de Huesca. Son altitude varie entre 430 mètres au point le plus bas (lit de la rivière Alcanadre) et 2 077 mètres au point le plus haut — sommet du pic de Guara (Tozal de Guara en aragonais).
Il inclut tout ou partie des communes d'Abiego, Adahuesca, Aínsa-Sobrarbe, Alquézar, Arguis, Bárcabo, Bierge, Boltaña, Caldearenas, Casbas de Huesca, Colungo, Huesca, Loporzano, Nueno et Sabiñánigo.

### Géologie
Le paysage est de caractère karstique, comprenant de nombreuses dolines, gouffres, collines, avens et canyons.
Cinq rivières traversent le parc, créant les canyons caractéristiques : l'Alcanadre, le Flumen, le Guatizalema, le Vero et le Mascún.
En raison de sa géologie, c'est un lieu privilégié pour la pratique du canyonisme et de l'escalade. Dans les années 1950 à 1980, la région où le parc se trouve aujourd'hui a même été un des sites majeurs où le canyonisme s'est constitué en une activité sportive spécifique.

### Climat

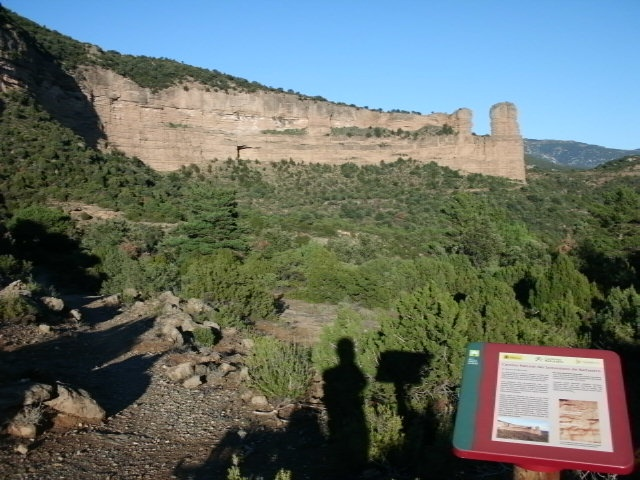
La formation rocheuse « Peña Falconera » souvent appelée « l'œuf de Morrano (Huevo de Morrano) », à Morrano.

Le climat est un hybride entre les climats océanique et méditerranéen, à la suite de sa localisation entre les Pyrénées et la vallée de l'Èbre. Ceci explique les différences entre la végétation du sud du parc, plus sèche et abondante en chênes verts, et celle du nord, avec des espèces plus touffues comme les hêtres.

## Flore et faune

### Flore
L'escarpement et la sinuosité du relief, ainsi que l'orientation nord-ouest sud-est et la diversité des sols, offrent une grande variété de ressources écologiques et biologiques au sein du parc naturel.
L'une des caractéristiques les plus remarquables de la végétation est le contraste entre les pentes nord et sud. Sur le versant nord, le chêne faginé occupe de grandes surfaces, suivi en haute altitude par les forêts de pins sylvestres et de hêtres. À une altitude plus élevée se trouvent le pin noir, accompagné de quelques sapins. Sur le versant sud, le chêne vert prédomine, ainsi que le pin sylvestre à plus haute altitude. Dans l'ensemble du parc naturel, la fruticée est l'une des plus importantes formations végétales, avec le buis, la cytise hérisson et, dans une moindre mesure, le chêne kermès. Ce type de végétation a été favorisé par les usages traditionnels de ce type d'espace, notamment l'élevage.
Sur les sommets de la sierra, la végétation caractéristique est composée d'espèces herbacées, là où les pierriers permettent leur implantation, avec notamment des fleurs telles que les véroniques ou les ancolies. Il existe également d'autres types de plantes endémiques au parc naturel, dites rupicoles, implantées sur les escarpements rocheux.

### Faune
Les nombreux escarpements rocheux favorisent la nidification d'un grand nombre d'espèces d'oiseaux rupicoles. Parmi les espèces les plus remarquables présentes dans le parc, on trouve le vautour fauve, le gypaète barbu et l'aigle royal.
Parmi les mammifères, sont présents le sanglier, le renard roux, le chat sauvage, le lérot et la fouine.
Dans les cours d'eau, on trouve notamment la truite d'Europe et l'euprocte des Pyrénées.

## Histoire et culture
On trouve des peintures rupestres du paléolithique supérieur dans la grotte de Fuente del Trucho. La grotte de Charles, près du village de Bastarás, accueillait un des gisements néolithiques les plus importants d'Espagne avant sa destruction au cours des années 1980. On y trouve aussi de nombreux dolmens : Dolmen de la Caseta de las Balanzas, Dolmen de La Capilleta, Dolmen de La Piatra, Dolmen de la Losa Mora, Dolmen de Pueyoril,...

Les activités humaines, et notamment agricoles et pastorales (l'élevage, du Moyen Âge au milieu du XXe siècle, a été la principale activité économique pratiquée au sein de la zone occupée actuellement par le parc), ont transformé le paysage au fil du temps : bergeries, chapelles, chemins, ponts et passerelles. De nombreux toponymes de la région rappellent ces activités.

## Activités humaines et règlementation
Il existe trois centres d'interprétation au sein du parc pour l'accueil des visiteurs ; ils sont situés dans les villages d'Arguis, Bierge et Santa Cilia de Panzano.
En traversant les plateaux calcaires, les rivières qui parcourent le parc ont formé de profonds ravins, canyons, gorges et chaos, qui sont très prisés par les pratiquants de randonnées, canyonisme, VTT, via ferrata et d'escalade. Le parc, et sa zone périphérique, étant des zones de protection de la faune et de la flore, des réglementations limitent les pratiques et les usages :
- pour le canyonisme[4],[5]
- pour l'escalade[6],[7]
- pour le VTT[8]
- pour la randonnée, seules des recommandations sont données[9].